# Cyclolejeunea
Cyclolejeunea là một chi rêu trong họ Lejeuneaceae.